# Джамал Меєрс
Джамал Меєрс (англ. Jamal Mayers; нар. 24 жовтня 1974, Торонто) — канадський хокеїст, що грав на позиції крайнього нападника. Грав за збірну команду Канади.
Володар Кубка Стенлі. Провів понад 900 матчів у Національній хокейній лізі.

## Ігрова кар'єра
Хокейну кар'єру розпочав 1991 року.
1993 року був обраний на драфті НХЛ під 89-м загальним номером командою «Сент-Луїс Блюз».
Протягом професійної клубної ігрової кар'єри, що тривала 18 років, захищав кольори команд «Сент-Луїс Блюз», «Торонто Мейпл-Ліфс», «Калгарі Флеймс», «Сан-Хосе Шаркс» та «Чикаго Блекгокс».
В останньому сезоні виступаючи за «чорних яструбів» здобув Кубок Стенлі, перемога здобута 24 червня 2013 в шостому матчі над «Бостон Брюїнс» 3:2 та 4:2 в серії.
Загалом провів 978 матчів у НХЛ, включаючи 63 гри плей-оф Кубка Стенлі.
Виступав за збірну Канади, провів 25 ігор в її складі, здобував золото у 2007 та срібло в 2008.

## Нагороди та досягнення
- Володар Кубка Стенлі в складі «Чикаго Блекгокс» — 2013.

## Інше
Після завершення кар'єри гравця один сезон (2014/15) коментував матчі «Чикаго Блекгокс» на одному з чиказьких телеканалів.

## Статистика

### Клубні виступи
| Сезон        | Клуб                              | Ліга             | Регулярний сезон | Регулярний сезон | Регулярний сезон | Регулярний сезон | Регулярний сезон | Плей-оф | Плей-оф | Плей-оф | Плей-оф | Плей-оф |
| Сезон        | Клуб                              | Ліга             | І                | Г                | П                | О                | ШХ               | І       | Г       | П       | О       | ШХ      |
| ------------ | --------------------------------- | ---------------- | ---------------- | ---------------- | ---------------- | ---------------- | ---------------- | ------- | ------- | ------- | ------- | ------- |
| 1991–92      | «Торнгілл Тандербердс»            | МетЮХЛ           | 56               | 38               | 69               | 107              | 36               | —       | —       | —       | —       | —       |
| 1992–93      | Західний Мічиганський університет | НКАА             | 38               | 8                | 17               | 25               | 26               | —       | —       | —       | —       | —       |
| 1993–94      | Західний Мічиганський університет | НКАА             | 40               | 17               | 32               | 49               | 40               | —       | —       | —       | —       | —       |
| 1994–95      | Західний Мічиганський університет | НКАА             | 39               | 13               | 33               | 46               | 40               | —       | —       | —       | —       | —       |
| 1995–96      | Західний Мічиганський університет | НКАА             | 38               | 17               | 22               | 39               | 75               | —       | —       | —       | —       | —       |
| 1996–97      | «Вустер Айскетс»                  | АХЛ              | 62               | 12               | 14               | 26               | 104              | 5       | 4       | 5       | 9       | 4       |
| 1996–97      | «Сент-Луїс Блюз»                  | НХЛ              | 6                | 0                | 1                | 1                | 2                | —       | —       | —       | —       | —       |
| 1997–98      | «Вустер Айскетс»                  | АХЛ              | 61               | 19               | 24               | 43               | 117              | 11      | 3       | 4       | 7       | 10      |
| 1998–99      | «Вустер Айскетс»                  | АХЛ              | 20               | 9                | 7                | 16               | 24               | —       | —       | —       | —       | —       |
| 1998–99      | «Сент-Луїс Блюз»                  | НХЛ              | 34               | 4                | 5                | 9                | 40               | 11      | 0       | 1       | 1       | 8       |
| 1999–00      | «Сент-Луїс Блюз»                  | НХЛ              | 79               | 7                | 10               | 17               | 90               | 7       | 0       | 4       | 4       | 2       |
| 2000–01      | «Сент-Луїс Блюз»                  | НХЛ              | 77               | 8                | 13               | 21               | 117              | 15      | 2       | 3       | 5       | 8       |
| 2001–02      | «Сент-Луїс Блюз»                  | НХЛ              | 77               | 9                | 8                | 17               | 99               | 10      | 3       | 0       | 3       | 2       |
| 2002–03      | «Сент-Луїс Блюз»                  | НХЛ              | 15               | 2                | 5                | 7                | 8                | —       | —       | —       | —       | —       |
| 2003–04      | «Сент-Луїс Блюз»                  | НХЛ              | 80               | 6                | 5                | 11               | 91               | 5       | 0       | 0       | 0       | 0       |
| 2004–05      | «Гаммарбю»                        | Гокейаллсвенскан | 19               | 9                | 13               | 22               | 36               | —       | —       | —       | —       | —       |
| 2004–05      | «Міссурі Рівер Оттерс»            | США              | 13               | 5                | 2                | 7                | 68               | —       | —       | —       | —       | —       |
| 2005–06      | «Сент-Луїс Блюз»                  | НХЛ              | 67               | 15               | 11               | 26               | 129              | —       | —       | —       | —       | —       |
| 2006–07      | «Сент-Луїс Блюз»                  | НХЛ              | 80               | 8                | 14               | 22               | 89               | —       | —       | —       | —       | —       |
| 2007–08      | «Сент-Луїс Блюз»                  | НХЛ              | 80               | 12               | 15               | 27               | 91               | —       | —       | —       | —       | —       |
| 2008–09      | «Торонто Мейпл-Ліфс»              | НХЛ              | 71               | 7                | 9                | 16               | 82               | —       | —       | —       | —       | —       |
| 2009–10      | «Торонто Мейпл-Ліфс»              | НХЛ              | 44               | 2                | 6                | 8                | 78               | —       | —       | —       | —       | —       |
| 2009–10      | «Калгарі Флеймс»                  | НХЛ              | 27               | 1                | 5                | 6                | 53               | —       | —       | —       | —       | —       |
| 2010–11      | «Сан-Хосе Шаркс»                  | НХЛ              | 78               | 3                | 11               | 14               | 124              | 12      | 0       | 0       | 0       | 12      |
| 2011–12      | «Чикаго Блекгокс»                 | НХЛ              | 81               | 6                | 9                | 15               | 91               | 3       | 0       | 0       | 0       | 0       |
| 2012–13      | «Чикаго Блекгокс»                 | НХЛ              | 19               | 0                | 2                | 2                | 16               | —       | —       | —       | —       | —       |
| Усього в НХЛ | Усього в НХЛ                      | Усього в НХЛ     | 915              | 90               | 129              | 219              | 1200             | 63      | 5       | 8       | 13      | 32      |

### Збірна
| Рік                | Команда            | Турнір             | Місце              | І  | Г | П | О  | ШХ |
| ------------------ | ------------------ | ------------------ | ------------------ | -- | - | - | -- | -- |
| 2000               | Канада             | ЧС                 | 4-е                | 7  | 1 | 0 | 1  | 2  |
| 2007               | Канада             | ЧС                 | 1                  | 9  | 4 | 1 | 5  | 8  |
| 2008               | Канада             | ЧС                 | 2                  | 9  | 2 | 3 | 5  | 2  |
| Національна збірна | Національна збірна | Національна збірна | Національна збірна | 25 | 7 | 4 | 11 | 12 |